# Hillsborough (Nuovo Brunswick)
Hillsborough è un villaggio del Canada, situato nella provincia del Nuovo Brunswick.